# Universidad del País Vasco
La Universidad del País Vasco (en euskera y oficialmente: Euskal Herriko Unibertsitatea; EHU) es la universidad pública del País Vasco. Cuenta con más de 35 000 estudiantes y pertenece al Grupo 9 de Universidades.
Fue fundada en 1968 como Universidad de Bilbao. Cambió su denominación por la actual en 1980. Inicialmente estaba compuesta por las facultades de Ciencias Económicas y Empresariales de Sarriko (1955), Medicina (1968) y Ciencias (1968). Se les unieron, con la Ley General de Educación, la Escuela Náutica (1739), la Escuela Universitaria de Estudios Empresariales de Bilbao (1818) y las Escuelas Técnicas de Ingenieros (1897), hasta llegar a la veintena de centros que la componen en la actualidad, repartidos en tres campus: el campus de Vizcaya, el campus de Guipúzcoa y el campus de Álava.  
Su lema es Dalo y difúndelo (en euskera Eman ta zabal zazu), que es a su vez un verso del Gernikako Arbola, un himno vasco del siglo XIX. Su logotipo, que representa el Árbol de la Ciencia, fue diseñado por el escultor Eduardo Chillida a comienzos de los 80, y se convirtió en símbolo reivindicativo en la Transición.[cita requerida]
La actual rectora es Eva Ferreira, que tomó posesión de su cargo el 25 de enero de 2021.
En mayo de 2025, la universidad tomó la decisión de cambiar su nombre a EHU para evitar confusiones con la Universidad Politécnica Valenciana

## Campus universitarios
Una de las características de esta universidad es la dispersión de sus facultades y escuelas. Se divide en tres campus universitarios, correspondiendo cada uno de ellos a una de las tres provincias vascas, es decir, a Vizcaya, a Guipúzcoa y a Álava. 

### Campus de Vizcaya

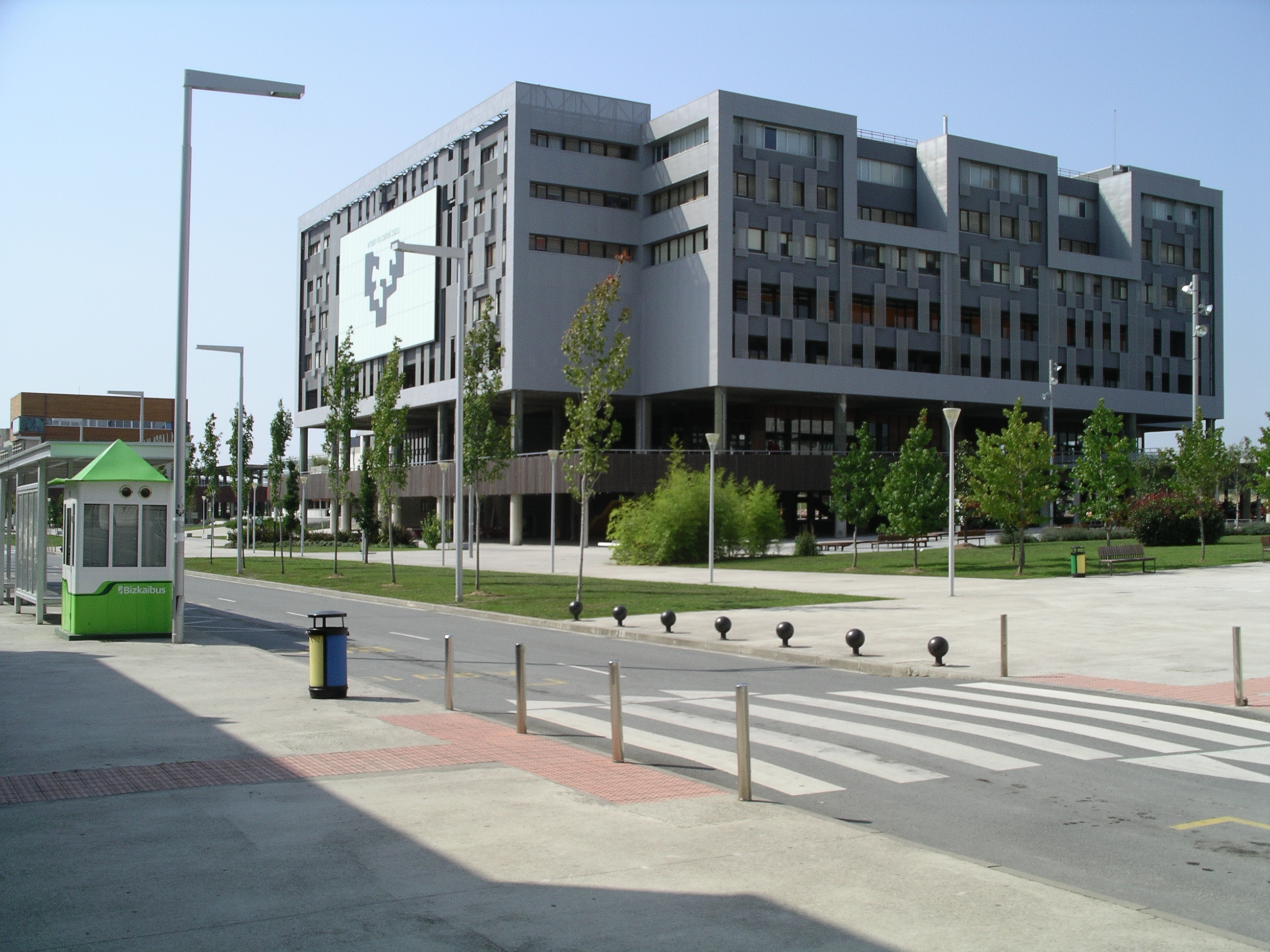
Ciudad Universitaria de Leioa-Erandio, la Biblioteca Central.

El Campus de Vizcaya (UPV/EHU) es el más extenso y concurrido, tiene su sede central en Lejona, a 11 km del centro de Bilbao, en la sede de la antigua Universidad de Bilbao. Sin embargo, existen más centros y facultades en el propio término municipal de Bilbao, Baracaldo y Portugalete. De esta forma, el Campus de Vizcaya queda disperso en cuatro zonas: áreas de Lejona-Erandio, Bilbao, Baracaldo y Portugalete. Desde 2011, cuenta también con un centro de representación, el Bizkaia Aretoa, en la zona de Abandoibarra que, además de albergar algunas dependencias de la universidad, acoge también numerosos congresos, exposiciones, etc.

#### Lejona-Erandio
El extenso campus original de Lejona, inaugurado en 1972, es un ejemplo de arquitectura brutalista, con hormigón desnudo (béton brute), cubiertas planas y elementos estructurales y funcionales a la vista. Las zonas peatonales de la universidad se alzaban sobre pilotes, imitando a los palafitos, y dejando así un nivel inferior para funciones de garaje y paso de vehículos. Sin embargo, tras el plan de reforma que se está llevando a cabo, los edificios irán situando progresivamente su planta baja a nivel de la calle. Este nivel inferior se camufla en un desnivel del terreno. El nivel superior dispone de zonas verdes elevadas, y en él asoman árboles plantados a nivel del suelo. Existe un heliosciómetro —un tipo de solar zodiacal— en el nivel superior.

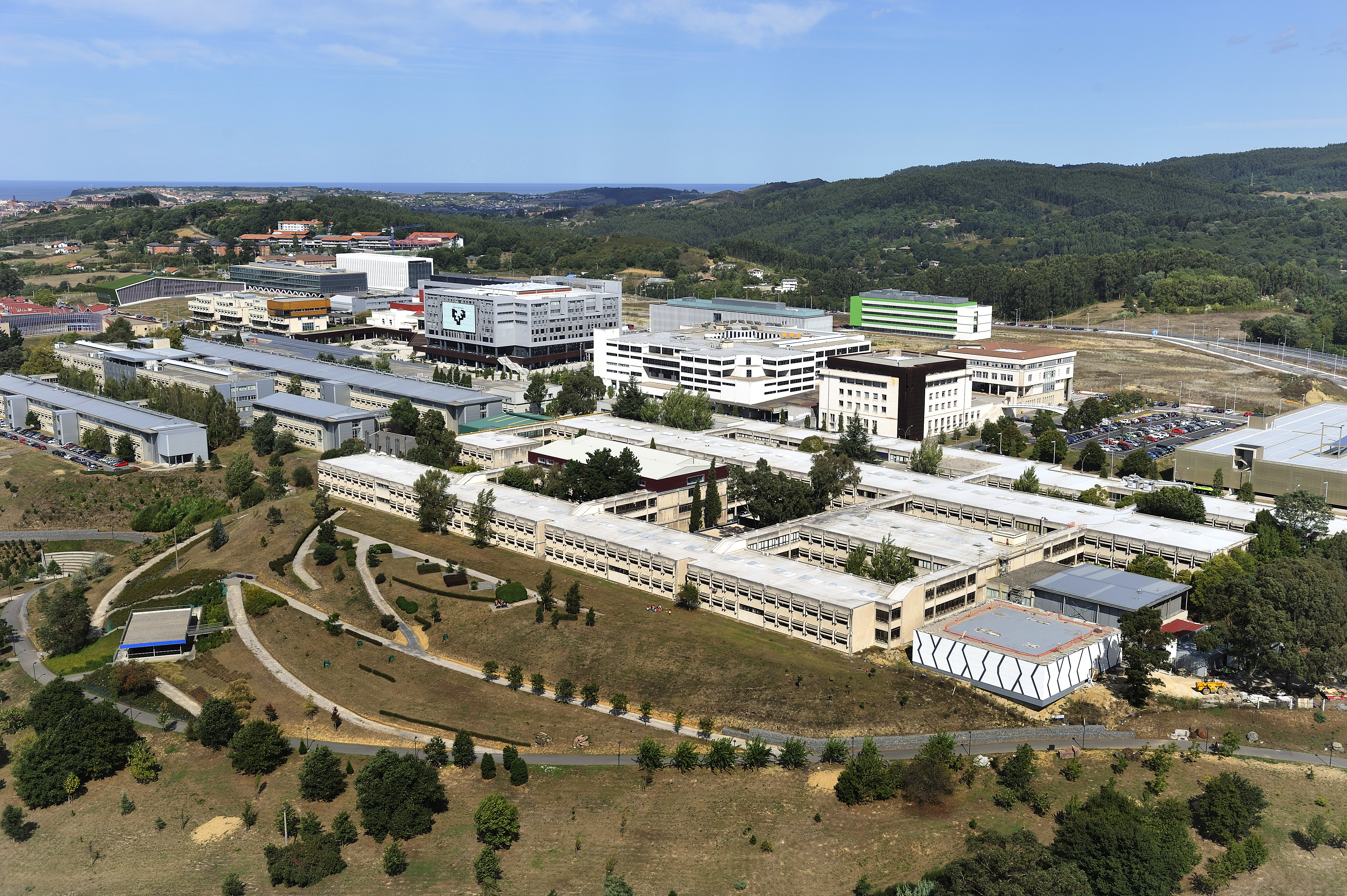
Vista general del Área de Lejona-Erandio.

El deterioro del campus de Lejona, que no ha sido casi objeto de rehabilitaciones importantes desde su creación, ha hecho necesaria la elaboración de un ambicioso plan de reforma, dotado con un presupuesto de 123 millones de euros y destinado a peatonalizar el campus, eliminar los garajes descritos bajando así las facultades a ras de suelo, renovar todas las facultades, así como crear una red de carriles bici, un arboretum y un parque científico de 188 000 m². Dichos trabajos comenzaron tras la finalizar el curso 2005/2006 y se espera que terminen para 2017.
Debido a la reciente extensión del campus fuera de los límites municipales de dicha localidad, y desde la inauguración de las nuevas instalaciones deportivas en 2005, recibe el nombre oficial de Campus de Lejona-Erandio. En dicho centro universitario se encuentra el vicerrectorado del Campus de Vizcaya, así como el rectorado de la Universidad del País Vasco. Las facultades que comprende son:
- Facultad de Ciencia y Tecnología
- Facultad de Bellas Artes (Universidad del País Vasco)
- Facultad de Ciencias Sociales y de la Comunicación
- Facultad de Derecho de Vizcaya
- Facultad de Educación de Bilbao
- Facultad de Medicina y Enfermería. También incluye la Unidad Docente de Medicina en Bilbao (Hospital Universitario de Basurto), Unidad Docente de Medicina en Baracaldo (Hospital Universitario de Cruces) y Unidad Docente de Medicina en Galdácano (Hospital Universitario de Galdácano-Usánsolo)
- Facultad de Relaciones Laborales y Trabajo Social
- Aulas de la Experiencia de Vizcaya

#### Bilbao
En la ciudad de Bilbao se hallan, además del nuevo paraninfo de la Universidad del País Vasco en Abandoibarra, algunos de los centros más importantes de la universidad:
- Facultad de Economía y Empresa de Sarriko (Ibarrekolanda) que desde 2016 también incluye la antigua Escuela Universitaria de Estudios Empresariales (Bilbao Centro).[10]
- Escuela de Ingeniería de Bilbao, que incluye la Escuela Técnica Superior de Náutica y Máquinas Navales en Portugalete.

##### Centros adscritos
En Bilbao hay un centro adscrito a la Universidad del País Vasco:
- Escuela Universitaria de la Cámara de Comercio de Bilbao.

### Campus de Guipúzcoa

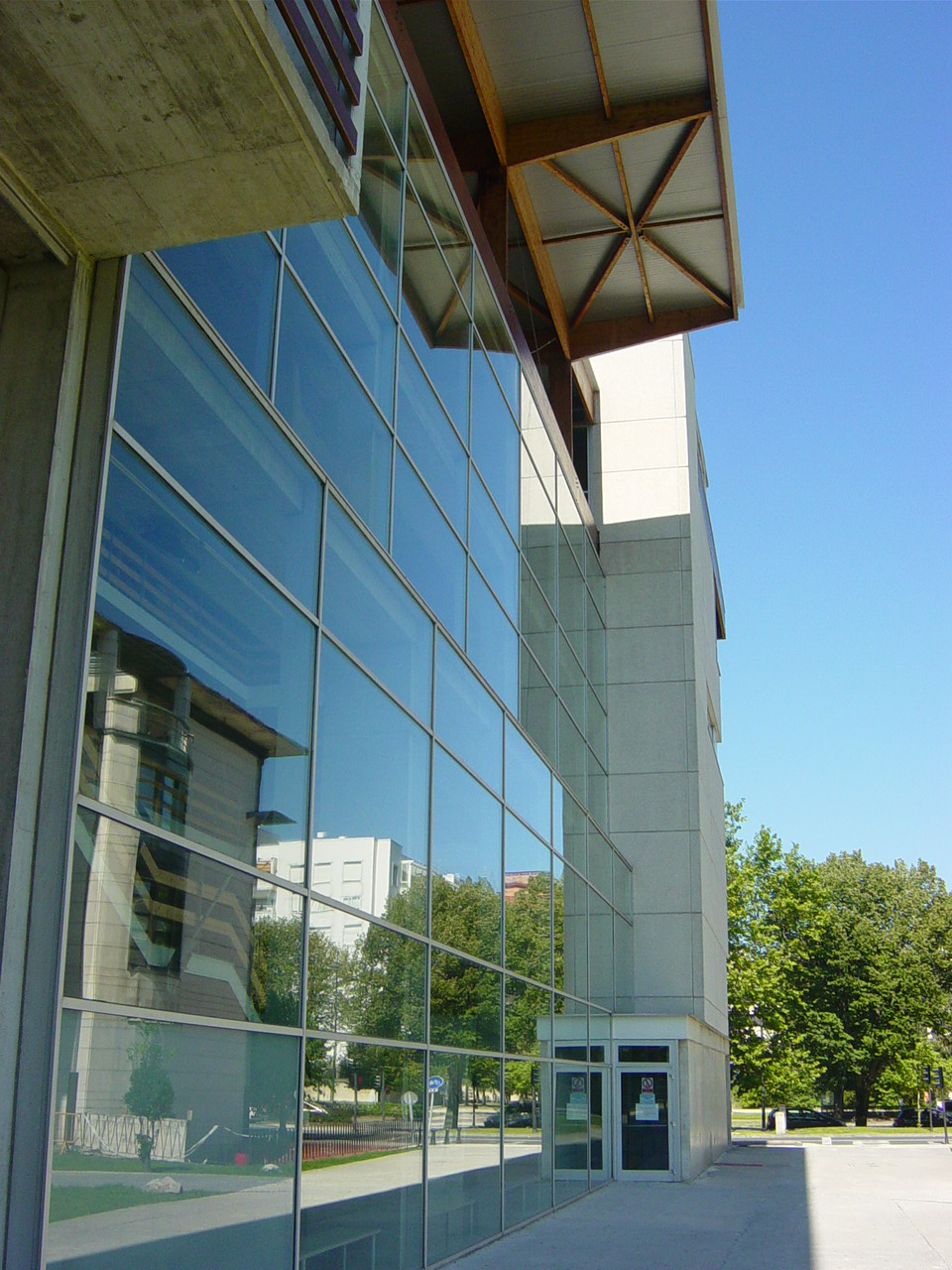
Aulario del Campus de Guipúzcoa de la Universidad del País Vasco, en San Sebastián. Se trata de uno de los más nuevos y modernos edificios de la universidad.

El Campus de Guipúzcoa se distribuye entre San Sebastián y Éibar.

#### San Sebastián
En San Sebastián, las distintas facultades y escuelas universitarias, que estaban distribuidas antes por toda la ciudad, han ido agrupándose en el barrio de Ibaeta, donde forman el llamado Campus de Ibaeta, en el que estudian aproximadamente el 25 % de los estudiantes de toda la universidad. Aquí se encuentran:
- Escuela de Ingeniería de Guipúzcoa, que agrupa la antigua Escuela Universitaria Politécnica de San Sebastián y la antigua Escuela de Ingeniería Técnica Industrial en Éibar (que comparte espacio con el Complejo educativo de Éibar que incluye además un polideportivo y una residencia de estudiantes).
- Escuela Técnica Superior de Arquitectura.
- Facultad de  Derecho
- Facultad de Educación, Filosofía y Antropología
- Facultad de Economía y Empresa (en Guipúzcoa cuenta con la antigua Escuela Universitaria de Estudios Empresariales.
- Facultad de Informática.
- Facultad de Medicina y Enfermería (en Guipúzcoa cuenta con la Escuela Universitaria de Enfermería (Ciudad Sanitaria de San Sebastián) y la Unidad Docente de Medicina (Hospital Universitario Donostia).
- Facultad de Psicología
- Facultad de Química
- Aulas de la Experiencia de Guipúzcoa

#### Centros adscritos
En Elgóibar hay un centro adscrito a la Universidad del País Vasco:
- Escuela de Ingeniería IMH en Alternancia (Instituto de Máquina-Herramienta).

### Campus de Álava

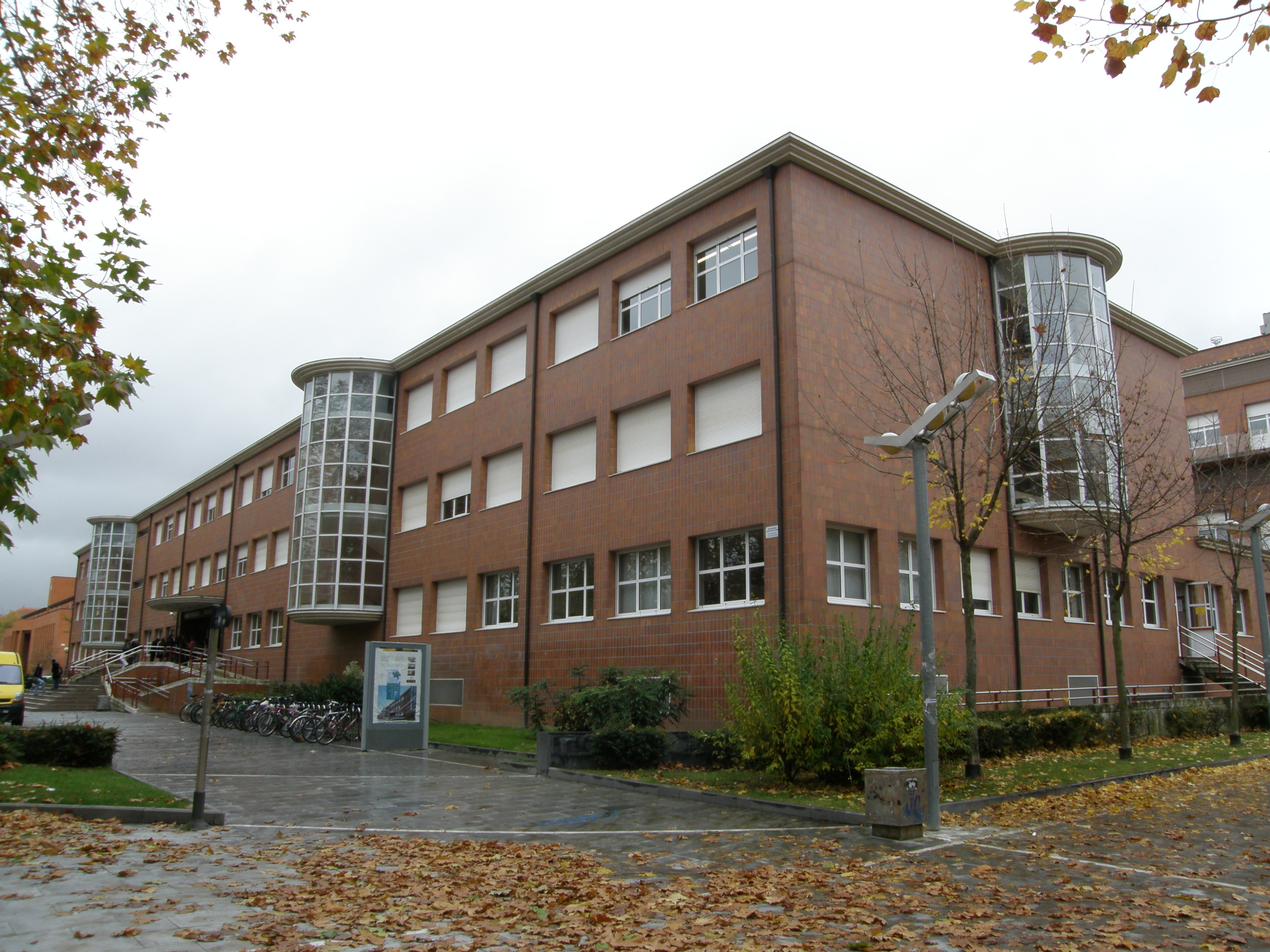
Facultad de Farmacia en el Cámpus de Álava en Vitoria.

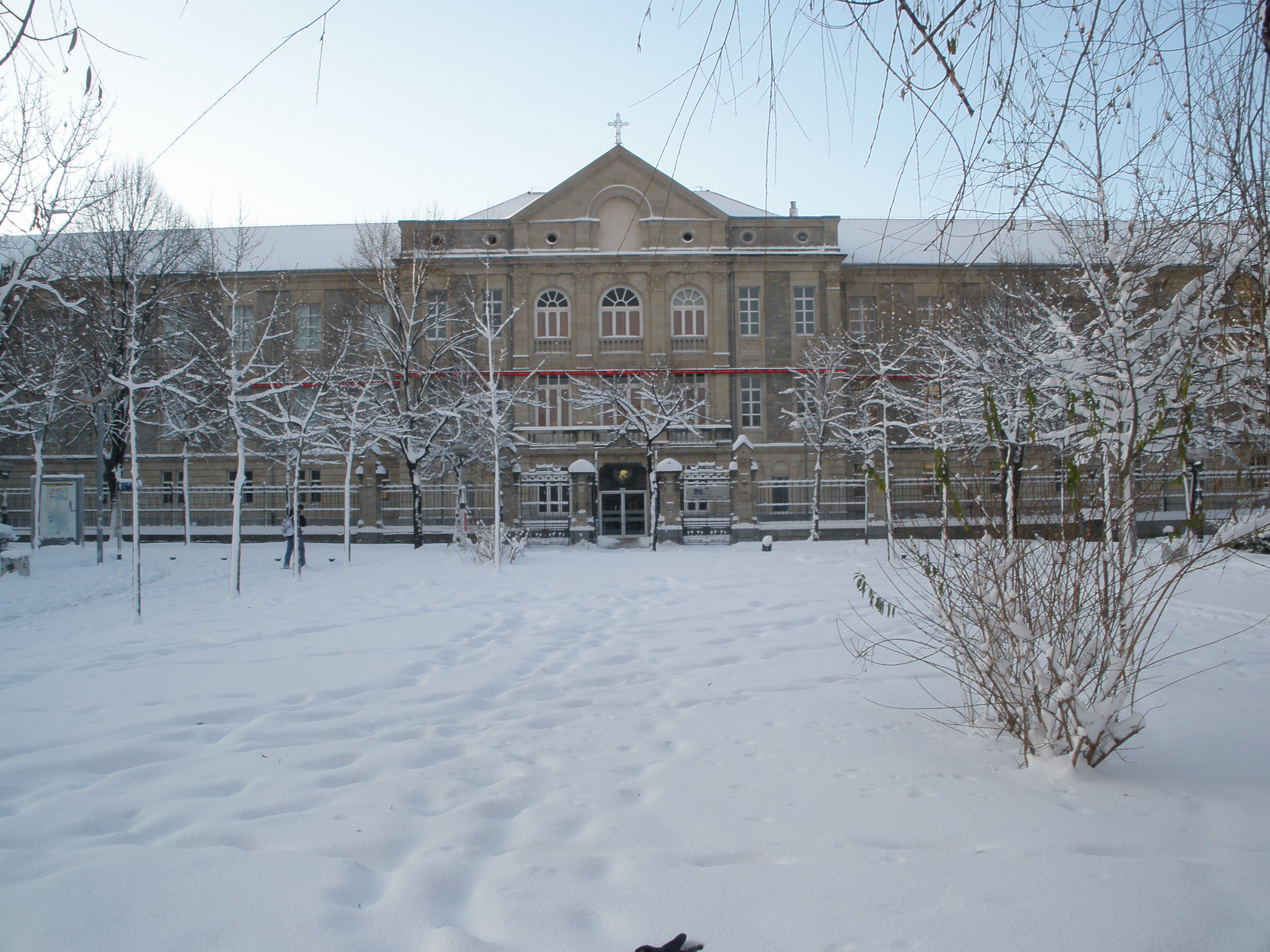
Aulario y biblioteca del Campus de Álava en Vitoria

El Campus de Álava engloba al 15 % de los estudiantes de la universidad. Se encuentra en la zona sur de Vitoria e incluye una residencia, una biblioteca, aulario, un pabellón universitario y los siguientes centros:
- Escuela de Ingeniería de Vitoria
- Facultad de Economía y Empresa, que recoge la antigua Escuela Universitaria de Estudios Empresariales.
- Facultad de Educación y Deporte, que recoge las  antiguas Escuela Universitaria de Magisterio y Facultad de Ciencias de la Actividad Física y del Deporte.
- Facultad de Farmacia
- Facultad de Letras
- Facultad de Medicina y Enfermería, que recoge la Unidad Docente de Medicina (fuera del campus).
- Facultad de Relaciones Laborales y Trabajo Social, que recoge la antigua Escuela Universitaria de Trabajo Social.
- Aulas de la Experiencia de Álava
- Unidad Docente de Medicina

#### Espacios y edificios
- Vicerrectorado del Campus de Álava
- Centro Investigación LASCARAY
- Centro Investigación Micaela Portilla
- Aulario "Las Nieves"
  - Biblioteca Universitaria del Campus de Álava "Koldo Mitxelena"
- Pabellón

#### Centros adscritos
En Vitoria hay un centro público adscrito a la Universidad del País Vasco:
- Escuela Universitaria de Enfermería de Vitoria (Hospital Universitario de Álava).

## Residencias y colegios mayores
- Campus de Vizcaya
  - Colegio Mayor Miguel de Unamuno
  - Residencia Universitaria Blas de Otero
- Campus de Guipúzcoa
  - Residencia Universitaria Manuel Agud Querol
- Campus de Álava
  - Residencia Universitaria del Campus de Álava Tomás Alfaro Fournier

## Cursos de verano
La Universidad del País Vasco realiza sus cursos de verano, creados en 1981, en el Palacio de Miramar de San Sebastián. Se trata de una serie de conferencias, charlas, cursos y clases magistrales sobre diversas materias de los diferentes campos del saber. Su prestigio es creciente y entre los conferenciantes de la edición 2006 (su XXV aniversario) se encuentra, por ejemplo, Noam Chomsky, además de otras destacadas personalidades.

## Rectores de la Universidad del País Vasco
| Nombre                            | Inicio                 | Final                  |
| --------------------------------- | ---------------------- | ---------------------- |
| Gregorio Javier Monreal Zia       | 1981                   | 1985                   |
| Emilio Barberá Gillem             | 1986                   | 1991                   |
| Juan José Goiriena de Gandarias   | 1991                   | 1996                   |
| Pello Salaburu Etxeberria         | 1996                   | 2000                   |
| Manuel Montero García             | 2000                   | 2004                   |
| Juan Ignacio Pérez Iglesias       | mayo de 2004           | 4 de diciembre de 2008 |
| Joseba Iñaki Goirizelaia Ordorika | 4 de diciembre de 2008 | 2017                   |
| Miren Nekane Balluerka Lasa       | 2017                   | 25 de enero de 2021    |
| María Eva Ferreira García         | 25 de enero de 2021    | 27 de enero de 2025    |
| José Ramón Bengoetxea Caballero   | 27 de enero de 2025    | En el cargo            |